# Francilly-Selency
Francilly-Selency – miejscowość i gmina we Francji, w regionie Hauts-de-France, w departamencie Aisne.
Według danych na styczeń 2014 roku gminę zamieszkiwały 474 osoby, a gęstość zaludnienia wynosiła 87,1 osób/km².